# アンジェラ・ゴソウ
アンジェラ・ゴソウ（Angela Nathalie Gossow、アンゲラ・ナターリエ・ゴソー、1974年11月5日 - ）は、ドイツ・ケルン出身の元デスヴォイス系ボーカリスト。このジャンルにおける女性シンガーのパイオニアの一人である。

## 略歴
10代の頃からアスモディナ、ミストレスなどのデスメタルバンドで活動を始める。
1999年秋、アンジェラはウェブマガジンのインタビュアーとして、当時ドイツBochum公演に訪れていたアーチ・エネミーのメンバーと初めて対面する。このときアンジェラは、クリストファー・アモットに当時彼女が在籍していたMistressのデモテープを手渡す。
この時のデモテープがきっかけとなり、アンジェラは2000年11月にヨハン・リーヴァの後任としてアーチ・エネミーのボーカリストとして迎えられる。
2014年に歌手活動から退き、バンドのマネージャー活動に専念することになった。
2020年、アマランスの新曲「Do Or Die」にデスボイスボーカルで参加。

## 人物
- ヴィーガンで無神論者。
- 左上腕部に"虎"の漢字の刺青がある。

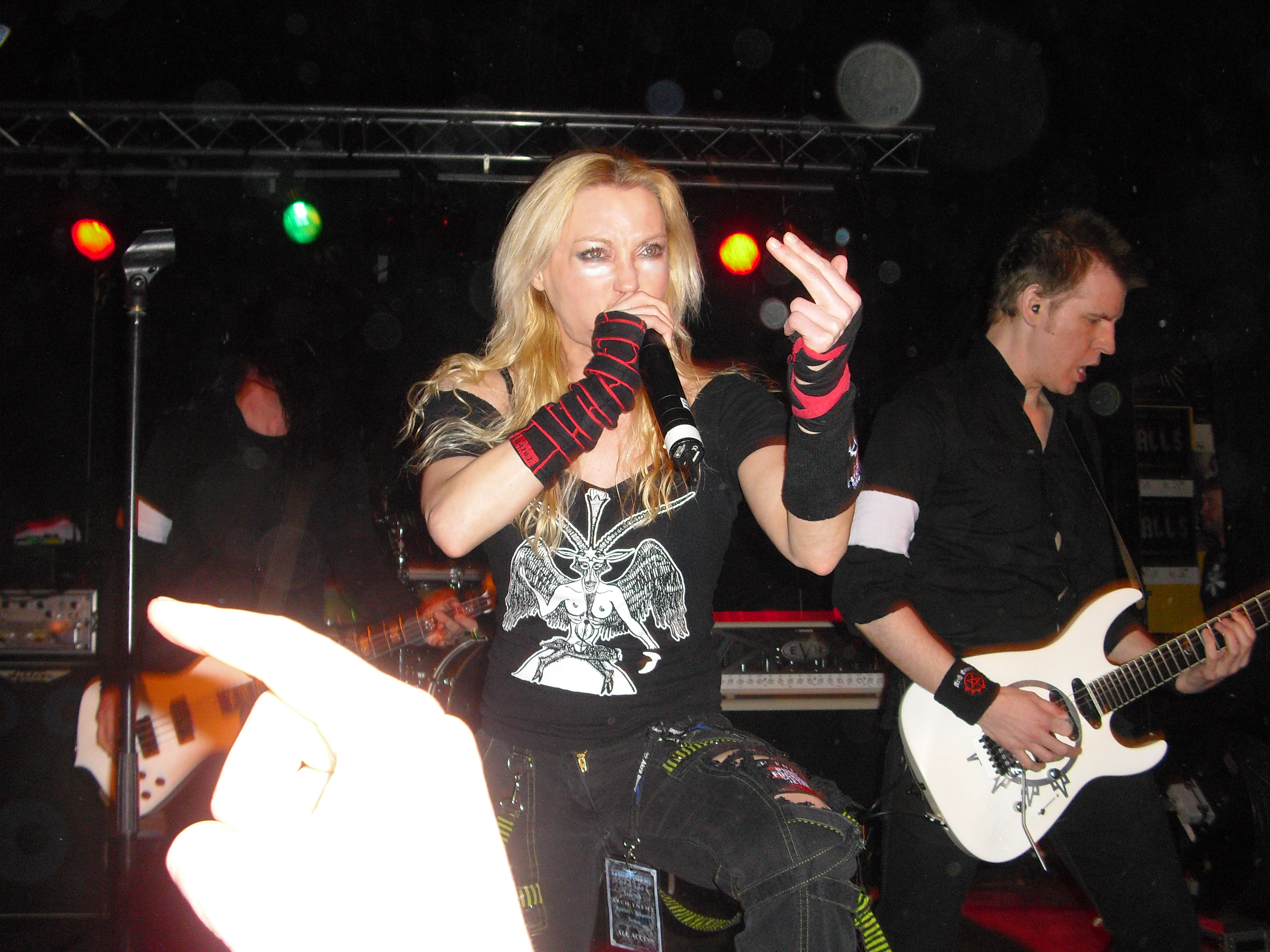
アーチ・エネミー時代 (2010年)

- 幼い頃は今では想像も出来ないほど大人しい性格であった。若くしてメタルを聴いていたが、母親が熱心なキリスト教信者であった為にそれを明かすことが出来なかったという。またこれが母親に知られたときには、「あなたは私の子供じゃない」と言われたとインタビューで語っている。著名な存在になった後も最前線で活動し続ける事に違和感を覚えており、マイケル・アモットもアンジェラの意向を尊重していた。
- 音楽活動と並行して、取材やイベント出演の交渉等、バンドのマネジメントを行っていたが、2014年にバンドを脱退し、マネジメントに専念することになった[1]。
- カーカス、モービッド・エンジェル、テスタメント、オビチュアリー、デス、メガデス、ジューダス・プリーストからの影響を語っている[3]。

## 音楽的特徴
- 女性が出しているとは思えないほどの強烈なデスヴォイス(特に音程のない典型的なデスメタルスタイル)の持ち主。
- アーチ・エネミー加入後は本格的にヴォイストレーニングを受けて徐々に歌唱の幅は広がり、7thアルバムの『Rise Of The Tyrant』ではブラックメタルにおける歌唱に近いハイ・スクリームも聞かせるようになった。
- 最近では女性らしさも出てきておりそれに関連してか、アルバム『Rise Of The Tyrant』では歌詞の日本語訳が女言葉（一人称は「私」）になっている。
- アーチ・エネミーの活動初期においてはマイケル・アモットがその歌詞のほとんどを手がけていたが、アンジェラが加入してからは彼女が多くの作詞を務めている。女性のファンと文通をすることが多いので、その手紙の内容にインスパイアされた内容のものも何曲か存在する。

## その他
- ポーランドのメロディックデスメタルバンド、ネヴァーの3rdアルバム『Back To The Front』にゲストボーカルとして参加。アルバム中の楽曲では、1曲全てをアンジェラ一人で担うものも有る。
- 同郷で女性デスヴォイスの先駆者 ザビーナ・クラッセン（ホーリー・モーゼス）を敬愛し[4]、同バンドのアルバムを所持していたと明かしている。